# 奥罗佩萨德尔马尔
奥罗佩萨德尔马尔，是西班牙瓦伦西亚自治区卡斯特利翁省的一个市镇。总面积26平方公里，总人口4287人（2001年），人口密度165人/平方公里。